# 上甲状腺動脈腺枝
上甲状腺動脈腺枝（じょうこうじょうせんどうみゃくせんし）は、頭頸部の動脈の一つ。通常、下記の二つがある。
- 前枝：大きく、主に上甲状腺前方表層に栄養を供給しながら下降し、峡部において、反対側同名枝と吻合する[1]。
- 後枝：二つ目の枝は上甲状腺後方表層を下降し、下甲状腺動脈と吻合する[1]。